# Lehull az éj
A Lehull az éj (eredeti cím: Meadowland) 2015-ben bemutatott amerikai–kanadai film, amelyet Reed Morano rendezett.
A forgatókönyvet Chris Rossi írta. A producerei Aaron L. Gilbert, Margot Hand, Matt Tauber és Olivia Wilde. A főszerepekben Olivia Wilde, Luke Wilson, Juno Temple, Elisabeth Moss és Giovanni Ribisi láthatók. A film zeneszerzője Adam Taylor. A film gyártója a Bron Studios, forgalmazója a Cinedigm. Műfaja filmdráma.
Amerikában 2015. október 26-án,  mutatták be a mozikban.

## Szereplők
| Szereplő | Színész            | Magyar hang     |
| --- | ------------------ | --------------- |
| Sarah | Olivia Wilde       | Kéri Kitty      |
| Phil | Luke Wilson        | Görög László    |
| Kelly | Merritt Wever      | Nádasi Veronika |
| Tim | Giovanni Ribisi    | Zámbori Soma    |
| Adam | Ty Simpkins        | Nagy Gereben    |
| Shannon | Elisabeth Moss     | Csondor Kata    |
| Rob | Mark Feuerstein    | Dányi Krisztián |
| Joe | Kevin Corrigan     | Sarádi Zsolt    |
| Pete | John Leguizamo     | Rajkai Zoltán   |
| Alma | Eden Duncan-Smith  | Koller Virág    |
| Ted | Skipp Sudduth      | Koncz István    |
| Garza hadnagy | Nick Sandow        | Vári Attila     |
| Melanie | Yolonda Ross       | Czirják Csilla  |
| Jessie | Casey Walker       | Gergely Attila  |
| Enrique | Justine Torres     | Szolnoki Balázs |
| Nazarena | Beyonce A. Delgado | Boldog Emese    |
| Hayley | KylieRae Condon    | Jelinek Éva     |
| Max | Jon Asa Walker     | Turi Bálint     |
| Mrs. Williams | Linda Powell       | Sági Tímea      |
| További magyar hangok |                    |                 |
| Bálint Adrienn, Bordás János, Csifó Dorina, Dobó Enikő, Fehérváry Márton, Formán Bálint, Grúber Zita, Hábermann Lívia, Katona Zoltán, Makray Gábor, Renácz Zoltán |                    |                 |